# Heliofungia fralinae

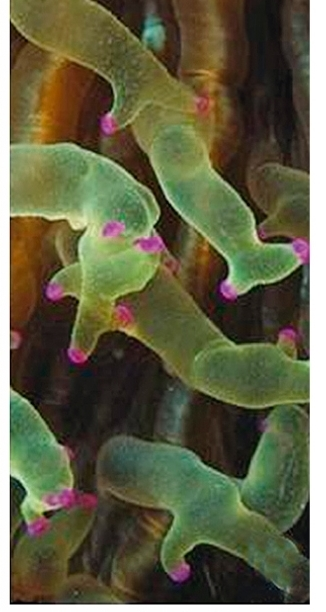
Las puntas de los tentáculos de H. fralinae se bifurcan en ocasiones y están cargadas de nematocistos

Heliofungia fralinae es una especie de coral duro de la familia Fungiidae.
Esta especie ha sido enmarcada en el género Fungia, como Fungia fralinae, hasta el año 2011, en el que se publicó un estudio de la familia Fungiidae, basado en análisis moleculares filogenéticos de todas sus especies, que reasignó varias especies y géneros de la familia. No obstante, tanto el Sistema Integrado de Información Taxonómica, como la Lista Roja de Especies Amenazadas, aún no han actualizado la denominación de la especie y la mantienen como Fungia fralinae.

## Morfología
Los animales adultos son libres, no se fijan al sustrato como la mayoría de corales duros, tienen una sola boca, y su forma es discoidal. Son pólipos solitarios muy grandes, y presentan unas células urticantes denominadas nematocistos en sus largos tentáculos, de unos 2 cm, empleadas en la caza de presas del plancton. En las puntas de los tentáculos, que en ocasiones se bifurcan, y que presentan teñidas con otro color, tiene acrosferas con alta carga de nematocistos.
La forma del esqueleto es de plana a ligeramente arqueada. Los septa son finos y exertos, lo que proporciona al animal una apariencia gruesa. Están dispuestos sueltos y rectos. Los septa de los ciclos inferiores son sólidos y más prominentes que los de los ciclos superiores, que están perforados. Los márgenes de los septa están ornamentados con finas denticiones angulares, cuyo número varía entre 15 y 25 por centímetro. El muro del esqueleto es sólido y granulado.
Tienen la capacidad de moverse, a pesar de su esqueleto calcáreo. Su sistema es inflarse de agua hasta alcanzar la forma de un globo, para desplazarse aprovechando las corrientes.
Su coloración es verde oliva. El extremo de los tentáculos es de un color violeta intenso, que contrasta con el resto. 
Pueden alcanzar los 15 cm, y su boca, de forma alargada, 3 cm de ancho.

## Alimentación
Los pólipos contienen algas simbióticas; mutualistas (ambos organismos se benefician de la relación) llamadas zooxantelas. Las algas realizan la fotosíntesis produciendo oxígeno y azúcares, que son aprovechados por los pólipos, y se alimentan de los catabolitos del coral (especialmente fósforo y nitrógeno). Esto les proporciona entre el 75 y el 95% de sus necesidades alimenticias. El resto lo obtienen atrapando zooplancton mediante sus tentáculos.

## Reproducción
Como todos los corales duros, se reproduce tanto sexual como asexualmente. En la reproducción sexual expulsan esperma y huevos al tiempo, consiguiendo la fertilización externa. El óvulo fecundado evoluciona a larva plánula, que deambula por la columna de agua hasta fijarse en el sustrato, entonces comienza a secretar su esqueleto de carbonato cálcico, o coralito, y se convierte en el coral adulto. La supervivencia de estas plánulas es pequeña, puesto que sirven de alimento a diversas especies marinas.
La reproducción asexual tiene lugar mediante la aparición de brotes de nuevos pólipos en la parte inferior del esqueleto, y no en la superior, como en otras especies de la familia Fungiidae.

## Hábitat y distribución
Su distribución geográfica comprende el océano Indo-Pacífico, desde Indonesia hasta las islas Gilbert, Kiribati.
Es especie nativa de Australia; Filipinas; Indonesia; Kiribati; Malasia; Papúa Nueva Guinea e islas Salomón.
Suele encontrarse en suelos blandos o rocosos del arrecife, de aguas superficiales, protegidas y soleadas, como las de las lagunas coralinas.
Su rango de profundidad es entre 3 y 27 m.

## Mantenimiento
Los Heliofungia son razonablemente robustos y agradecidos, tanto a la luz como a la corriente. Una luz de moderada a alta satisfará a los corales aclimatados al acuario. Respecto a la corriente, prefieren corrientes suaves o moderadas.
Conviene complementar los beneficios de la fotosíntesis de sus zooxantelas, proporcionándoles artemia o mysis un par de veces a la semana. No obstante, en el caso de acuarios de arrecife mixtos, cuando conviven corales, peces y otras especies; si se alimenta la columna de agua del acuario diariamente, no es necesario alimentarlos directamente, porque se les puede sobrealimentar y perjudicarlos con ello.